# منتخب كاليدونيا الجديدة لكرة اليد
منتخب كاليدونيا الجديدة لكرة اليد هو ممثل كاليدونيا الجديدة الرسمي في المنافسات الدولية في كرة اليد
.